# Parafia Matki Bożej Częstochowskiej w Rokitkach
Parafia Matki Bożej Częstochowskiej w Rokitkach – parafia rzymskokatolicka w dekanacie Chojnów w diecezji legnickiej. Jej proboszczem jest ks. mgr Tomasz Kwiecień. Erygowana w 1972.

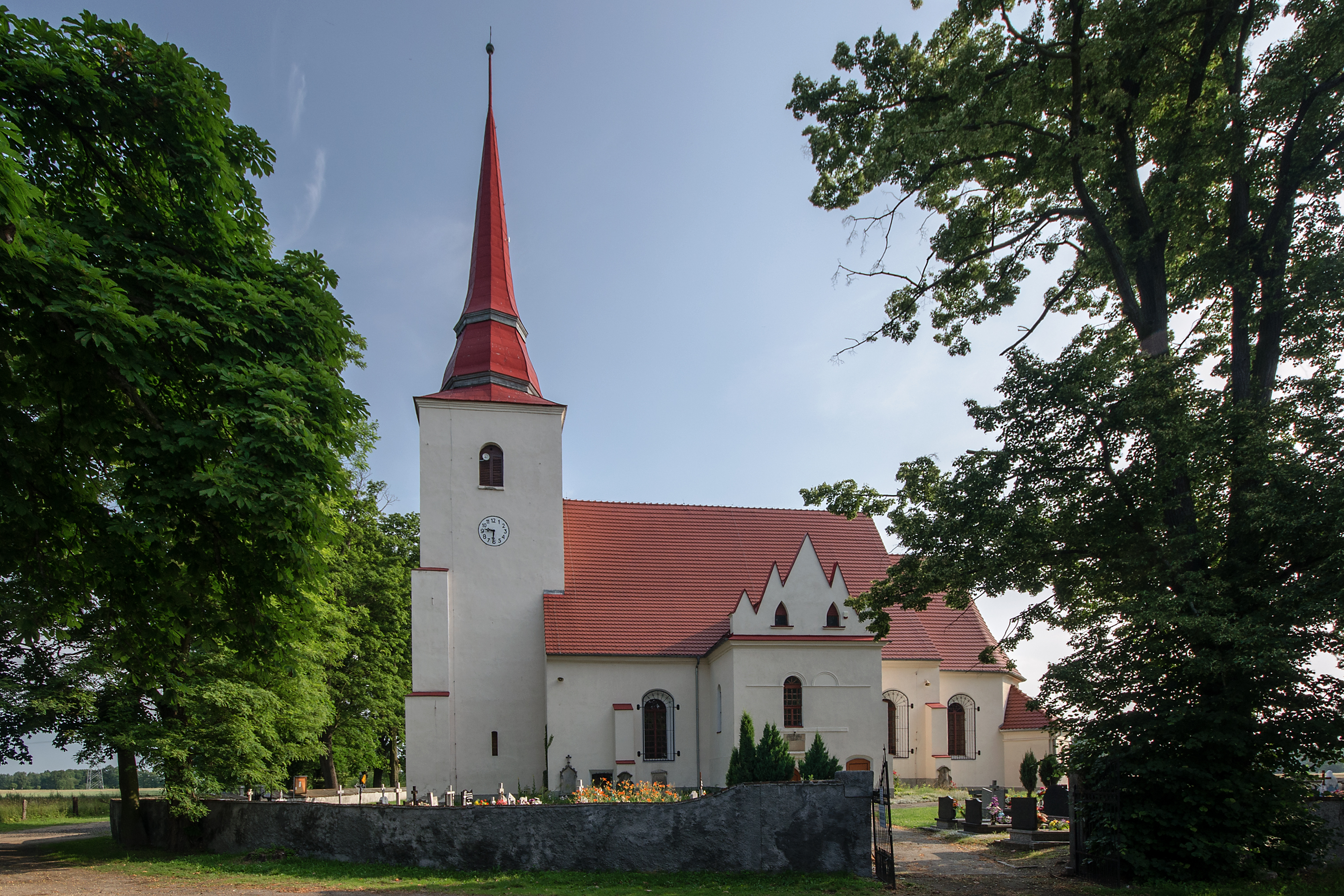
Kościół Wniebowzięcia NMP w Zamienicach